# Discovery, Inc.
Discovery, Inc., tidigare Discovery Communications Inc., är ett amerikanskt medieföretag som ägs av Liberty Media Corporation, Cox Communications och Advance/Newhouse Communications. Huvudkontoret ligger i Silver Spring, Maryland. Man driver hundratals tv-kanaler över hela världen.

## Bakgrund
Discovery, Inc. är ett media- och underhållningsföretag inom dokumentärområdet. Discovery har utökat från sin första kanal, Discovery Channel som lanserades i USA 1985, till en nuvarande omfattning med verksamhet i över 170 länder och 1,4 miljarder tittare. Discovery Networks International omfattar 17 varumärken som når sammanlagt 670 miljoner tittare. I EMEA når 12 varumärken 173 miljoner tittare i 104 länder med program tillgängliga på 22 språk. Discoverys ägandeskap fördelas mellan fyra ägare: Discovery Holding Company (NASDAQ: DISCA, DISCB), Cox Communications, Inc., Advance/Newhouse Communications och John S. Hendricks, företagets grundare och styrelseordförande.

## Varumärken
Varumärken som företagets verksamheter använder är Animal Planet, Discovery Channel, Discovery World, Discovery Science, Discovery Travel & Living, TLC, Discovery Health, Discovery Times, Discovery Kids, BBC America, FitTV, People+Arts, Military Channel, Science Channel, Discovery Home, Discovery Travel & Adventure, Discovery Wings, Travel Channel, Discovery Real Time, Discovery Home & Health, Discovery H&L.
Förutom den centrala verksamheten i USA och Kanada har man fyra övriga regioner, det som DCI kallar "International Networks". Dessa regioner är Discovery Networks Europe för Europa, Afrika och Mellanöstern; Discovery Networks Asia för Asien; Discovery Networks Latin America/Iberia för Latinamerika och Iberiska halvön och Discovery Networks India för Indien.